# Jozjef Betsa
Jozjef Betsa (Oekraïens: Йожеф Йожефович Беца, Hongaars: József Beca, Russisch: Иосиф Иосифович Беца) (Mukačevo, 6 november 1929 - aldaar, 24 februari 2011) was een Oekraïens voetbalcoach van Hongaarse afkomst en kwam als speler nog uit voor de Sovjet-Unie. Ten tijde van zijn carrière stond hij voornamelijk bekend onder zijn Russische naam Iosif Betsa.

## Biografie
Hij werd geboren in de van oudsher Hongaarse stad Munkács, dat echter na de Eerste Wereldoorlog werd overgeheveld naar het nieuwe land Tsjecho-Slowakije en zo de naam Mukačevo kreeg. Na de Tweede Wereldoorlog werd de stad dan weer ingelijfd door de Oekraïense SSR als onderdeel van de Sovjet-Unie. Hij speelde voor meerdere clubs aanvankelijk op een lager niveau. Vanaf 1953 ging hij voor SKA Lvov spelen en in 1954 voor CDSA Moskou, dat later de naam CSK MO Moskou aannam.
Op 23 oktober 1955 speelde hij voor het eerst voor het nationale elftal in een vriendschappelijke wedstrijd tegen Frankrijk, die op 2-2 eindigde. In de zomer van 1956 speelde hij ook één wedstrijd met de olympische selectie, die uiteindelijk goud won in Melbourne.